# فردا جیمز
 فردا جیمز (انگلیسی: Freda James؛ زاده ۱۱ ژانویهٔ ۱۹۱۱ درگذشته ۲۷ دسامبر ۱۹۸۸) یک تنیس‌باز اهل بریتانیا بود.